# Татенокай
Татенокай (яп. 楯の会, 楯の會) або Товариство Щита — приватне воєнізоване формування в Японії, віддане традиційним японським цінностям і шануванню імператора. Його заснував і очолив письменник Юкіо Мішіма.

## Передісторія
Татенокай була створена 5 жовтня 1968 року, набираючи своїх членів переважно зі співробітників журналу «Ронсо», маловідомої правої студентської газети. Приватна армія була сформована через стурбованість Мішіми масштабами лівих протестів у Токіо, і його оголошення про набір були розміщені в правих газетах. Першими членами організації були близько 100 осіб, переважно студенти Університету Васеда. Окрім занять на свіжому повітрі, члени організації, які добровільно вступили до неї, проходили сувору фізичну підготовку, що включала кендо і біг на довгі дистанції. Незвичайним кроком стало те, що «Татенокай» отримав право тренуватися разом із національними збройними силами — Силами самооборони Японії. Одні з джерел пояснюють цю зміну в орієнтації Татенокай тим, що Місіма почав асоціювати себе з цією військовою організацією, а також його знайомством з Ясухіро Накасоне, членом японського парламенту, який згодом став головою оборонного відомства і прем'єр-міністром.

## Спроба перевороту 1970 року
25 листопада 1970 року Мішіма та четверо членів Татенокай ненадовго захопили контроль над штабом Сил самооборони й спробували згуртувати солдатів для здійснення державного перевороту та відновлення імператорського правління. Коли це не вдалося, Мішіма та Масакацу Моріта, головний студентський лідер Татенокай, вчинили сеппуку (ритуальне самогубство). Решта членів, близько 90 осіб, взагалі не були поінформовані про план Мішіми.

### Учасники
- Юкіо Місіма, лідер
- Хіроясу Кога, Університет Канагава
- Масайоші Кога, Університет Канагава
- Масакацу Моріта, Університет Васеда
- Масахіро Огава, Університет Мейдзі Гакуін

## Натхненні події
3 березня 1977 року четверо японських націоналістів захопили 12 заручників у Кейданрен Кайкан (штаб-квартира і зал Японської федерації економічних організацій), поширюючи на місці події листівки, що засуджували великий бізнес. Заручники були звільнені неушкодженими після одинадцятигодинного протистояння, під час якого заручники понад три години розмовляли з вдовою Мішіми, Йоко. Двоє заручників — Йошіо Іто та Шунічі Нішіо — вважалися колишніми членами «Татенокай».